# Sofie Junker
Sofie Junker (* 13. Februar 1997) ist eine deutsche Schauspielerin.
Junker absolvierte ihre Schauspielausbildung von 2018 bis 2022 an der Hochschule für Musik und Theater Hamburg. Bekanntheit erlangte Junker durch die durchgehende Rolle der Franziska Zeese, welche sie von Dezember 2021 bis Juni 2022 in der ARD-Telenovela Rote Rosen verkörperte.

## Filmografie
- 2014: Grenzenlos (Kurzfilm)
- 2014: Tag Zwei, Teil Eins (Kurzfilm)
- 2015: Tatort: Borowski und der Himmel über Kiel (Fernsehreihe, Episodenrolle)
- 2015: In Your Head (Kurzfilm)
- 2016: Paula – Mein Leben soll ein Fest sein (Paula, Kinofilm)
- 2016: Die vierte Gewalt (Fernsehfilm)
- 2017: In aller Freundschaft – Die jungen Ärzte (Fernsehserie, Episodenrolle)
- 2017: Du lügst (Kurzfilm)
- 2020: Berlin 2083 (Kurzfilm)
- 2021: Katie Fforde (Fernsehreihe, Episodenrolle)
- 2021: Wendland – Stiller und die Geister der Vergangenheit (Fernsehreihe, Episodenrolle)
- 2021–2022: Rote Rosen (Telenovela, Hauptrolle, 106 Episoden)
- 2022: Balconies (Spielfilm)
- 2023: Die Pfefferkörner (Fernsehserie, Episodenrolle)
- 2025: Rote Rosen (Telenovela, Gastrolle)